# شريف أولريش
شريف أولريش (بالإنجليزية: Shari Ulrich)‏ هي مغنية وكاتبة غنائية كندية وأمريكية، ولدت في 17 أكتوبر 1951 في سان رافاييل في الولايات المتحدة.

## وصلات خارجية
- الموقع الرسمي
- شريف أولريش على موقع ميوزك برينز (الإنجليزية)
- شريف أولريش على موقع أول ميوزيك (الإنجليزية)
- شريف أولريش على موقع ديسكوغز (الإنجليزية)